# Wilder See-Hornisgrinde und Oberes Murgtal
Das FFH-Gebiet Wilder See-Hornisgrinde und Oberes Murgtal ist ein im Jahr 2005 durch das Regierungspräsidium Karlsruhe nach der Richtlinie 92/43/EWG (Fauna-Flora-Habitat-Richtlinie) angemeldetes Schutzgebiet (Schutzgebietskennung DE-7415-311) im deutschen Bundesland Baden-Württemberg. Mit Verordnung des Regierungspräsidiums Karlsruhe zur Festlegung der Gebiete von gemeinschaftlicher Bedeutung vom 12. Oktober 2018  (in Kraft getreten am 11. Januar 2019) wurde das Schutzgebiet festgelegt.

## Lage
Das rund 4384 Hektar große FFH-Gebiet liegt überwiegend im Naturraum 151-Grindenschwarzwald und Enzhöhen und zu kleineren Teilen in den Naturräumen 152-Nördlicher Talschwarzwald und 150-Schwarzwald-Randplatten innerhalb der naturräumlichen Haupteinheit 15-Schwarzwald. Es liegt zwischen Baiersbronn und Ottenhöfen und erstreckt sich über die Markungen von acht Städten und Gemeinden:
- Ortenaukreis
  - Oppenau: 394,5781 ha = 9 %
  - Ottenhöfen im Schwarzwald: 219,2101 ha = 5 %
  - Sasbach: 87,684 ha = 2 %
  - Sasbachwalden: 43,842 ha = 1 %
  - Seebach: 263,0521 ha = 6 %

- Landkreis Freudenstadt
  - Baiersbronn: 3112,7835 ha = 71 %
  - Freudenstadt: 131,526 ha = 3 %

- Landkreis Rastatt
  - Forbach: 87,684 ha = 2 %

## Beschreibung und Schutzzweck
Es handelt sich um die Grindenlandschaft des Nordschwarzwald-Hauptkammes mit angrenzenden bewaldeten Steilhängen, Felsabstürzen, eiszeitlichen Karnischen mit Hochmooren sowie Karseen mit Schwingrasen, im Wechsel mit ausgedehnten Wiesentälern und Rodungsinseln mit mageren Bergwiesen.

### Lebensraumtypen
Gemäß Anlage 1 der Verordnung des Regierungspräsidiums Karlsruhe zur Festlegung der Gebiete von gemeinschaftlicher Bedeutung (FFH-Verordnung) vom 12. Oktober 2018 kommen folgende Lebensraumtypen nach Anhang I der FFH-Richtlinie im Gebiet vor:
| EU Code | Lebensraumtyp (offizielle Bezeichnung)                                                                          | Kurzbezeichnung                              | Hektar |
| ------- | --- | -------------------------------------------- | ------ |
| 3160    | Dystrophe Seen und Teiche                                                                                       | Dystrophe Seen                               | 7,30   |
| 3260    | Flüsse der planaren bis montanen Stufe mit Vegetation des Ranunculion fluitantis und des Callitricho-Batrachion | Fließgewässer mit flutender Wasservegetation | 61,50  |
| 4030    | Trockene europäische Heiden                                                                                     | Trockene Heiden                              | 106,10 |
| 5130    | Formationen von Juniperus communis auf Kalkheiden und -rasen                                                    | Wacholderheiden                              | 4,20   |
| 6230    | Artenreiche montane Borstgrasrasen (und submontan auf dem europäischen Festland) auf Silikatböden               | Artenreiche Borstgrasrasen                   | 27,70  |
| 6430    | Feuchte Hochstaudenfluren der planaren und montanen bis alpinen Stufe                                           | Feuchte Hochstaudenfluren                    | 1,46   |
| 6510    | Magere Flachland-Mähwiesen (Alopecurus pratensis, Sanguisorba officinalis)                                      | Magere Flachland-Mähwiesen                   | 153,80 |
| 6520    | Berg-Mähwiesen                                                                                                  | Berg-Mähwiesen                               | 19,98  |
| 7110    | Lebende Hochmoore                                                                                               | Naturnahe Hochmoore                          | 1,90   |
| 7120    | Noch renaturierungsfähige degradierte Hochmoore                                                                 | Geschädigte Hochmoore                        | 12,16  |
| 7140    | Übergangs- und Schwingrasenmoore                                                                                | Übergangs- und Schwingrasenmoore             | 6,80   |
| 7150    | Torfmoor-Schlenken (Rhynchosporion)                                                                             | Torfmoor-Schlenken                           | 0,57   |
| 8150    | Kieselhaltige Schutthalden der Berglagen Mitteleuropas                                                          | Silikatschutthalden                          | 3,80   |
| 8220    | Silikatfelsen mit Felsspaltenvegetation                                                                         | Silikatfelsen mit Felsspaltenvegetation      | 12,20  |
| 8230    | Silikatfelsen mit Pioniervegetation des Sedo-Scleranthion oder des Sedo albi-Veronicion dillenii                | Pionierrasen auf Silikatfelskuppen           | 4,30   |
| 9110    | Hainsimsen-Buchenwald (Luzulo-Fagetum)                                                                          | Hainsimsen-Buchenwald                        | 10,883 |
| 91D0    | Moorwälder | Moorwälder                                   | 47,94  |
| 91E0    | Auenwälder mit Alnus glutinosa und Fraxinus excelsior (Alno-Padion, Alnion incanae, Salicion albae)             | Auenwälder mit Erle, Esche, Weide            | 12,26  |
| 9410    | Montane bis alpine bodensaure Fichtenwälder (Vaccinio-Piceetea)                                                 | Bodensaure Nadelwälder                       | 78,40  |

### Arteninventar
Folgende Arten von gemeinschaftlichem Interesse sind nach der Anlage 1 der Verordnung des Regierungspräsidiums Karlsruhe vom 12. Oktober 2018 (FFH-Verordnung) für das Gebiet gemeldet:
| Bild                  | EU Code | * | Art                   | wissenschaftlicher Name | Artengruppe |
| --------------------- | ------- | - | --------------------- | ----------------------- | ----------- |
| Bachneunauge          | 1096    |   | Bachneunauge          | Lampetra planeri        | Fische      |
| Groppe                | 1163    |   | Groppe                | Cottus gobio            | Fische      |
| Wimperfledermaus      | 1321    |   | Wimperfledermaus      | Myotis emarginatus      | Säugetiere  |
| Bechsteinfledermaus   | 1323    |   | Bechsteinfledermaus   | Myotis bechsteinii      | Säugetiere  |
| Großes Mausohr        | 1324    |   | Großes Mausohr        | Myotis myotis           | Säugetiere  |
| Grünes Koboldmoos     | 1386    |   | Grünes Koboldmoos     | Buxbaumia viridis       | Moose       |
|                       | 1387    |   | Rogers Goldhaarmoos   | Orthotrichum rogeri     | Moose       |
| Europäischer Dünnfarn | 1421    |   | Europäischer Dünnfarn | Trichomanes speciosum   | Farne       |

### Zusammenhängende Schutzgebiete
Das FFH-Gebiet besteht aus zahlreichen Teilgebieten. Es liegt vollständig im Naturpark Schwarzwald Mitte/Nord. Größere Flächen gehören zum Nationalpark Schwarzwald. In Teilbereichen ist es deckungsgleich mit mehreren Landschaftsschutzgebieten. Innerhalb des FFH-Gebiets liegen die Naturschutzgebiete:
- 2025 – Schliffkopf
- 2027 – Wilder See-Hornisgrinde
- 2083 – Blindsee bei Hundsbach
- 2084 – Schurmsee
- 2207 – Kniebis-Alexanderschanze
- 3090 – Gottschlägtal-Karlsruher Grat
- 3186 – Hornisgrinde-Biberkessel